# Victor Klotz
Pour les articles homonymes, voir Klotz.
Victor Klotz est un négociant en soieries né le 4 décembre 1836 à Paris, où il est mort le 19 février 1906.
Issu d'une famille d'origine alsacienne et de confession juive, Victor Klotz épouse en 1864 Brunette Meyer, la fille d’Émile Meyer, propriétaire des parfums Ed. Pinaud. Le couple a deux fils, Henri et Georges. 
En 1883, Victor Klotz reprend l'affaire Ed. Pinaud qui connaît une croissance importante.
En 1896, il achète pour un million de francs l'hôtel particulier situé au numéro 9 de la rue de Tilsitt, l'actuelle ambassade de Belgique en France.
Victor Klotz est l'oncle du journaliste et homme politique Louis-Lucien Klotz.